# Військова дільниця на Широківському кладовищі
Пам’ятка знаходиться по вул. Широківська Центрально-Міського району м. Кривий Ріг. 

## Передісторія
Пам’ятка пов’язана з подіями Другої світової війни. У лютому 1944 року воїни 236-ї стрілецької дивізії 46-ї армії вели бої за визволення південних околиць Кривого Рогу. В братській могилі поховані радянські воїни, що загинули під час визволення с. Широке.
Об’єкт утворено у 1944 р. У 1958 році на місці захоронення встановлено скульптуру воїна, виробництва Харківського художнього комбінату. Реконструкцію проведено у 1975 р.
Рішенням Дніпропетровського облвиконкому від 08.08.1970 р. № 618 пам’ятка була взята на державний облік з охоронним номером 1655.
Відповідно до списку увічнених воїнів, опублікованому на сайті http://www.krivoyrog-poshuk.ho.ua [Архівовано 25 лютого 2020 у Wayback Machine.], станом на 2017 рік відомі дані щодо 216 військовослужбовців похованих у братській могилі на військовій дільниці Широківського кладовища. Знайдено інформацію про 131 загиблого воїна-визволителя, 85 бійців – залишаються невідомими.
Згідно з даними Центрально-Міського райвійськкомату за 1992 р., опублікованими на сайті https://web.archive.org/web/20170901090042/http://www.obd-memorial.ru/, у братській могилі поховано 118 загиблих військовослужбовців, інформація щодо яких встановлена.

## Пам'ятка
Об'єкт представляє собою меморіальний комплекс, що включає: поховання радянських військовослужбовців, які загинули при визволенні Кривого Рогу 22 лютого 1944 р. (2 братські могили та 10 індивідуальних); 12 надмогильних меморіальних плит: дві (комплексні – складаються із семи одиниць кожна) із зазначеними прізвищами, іменами та по батькові, військовими званнями загиблих, десять – вказують на індивідуальні поховання; пам'ятник воїнам-визволителям; гранітний щит в обрамленні лаврового вінка на прямокутному в плані п'єдесталі. 
Дві надмогильні меморіальні плити над братськими захороненнями розташовано симетрично на відстані 3,30 м одна від одної. Складаються з семи прямокутних плит викладених впритул в три ряди. Плити виготовлені зі шліфованого лабрадориту. На шести плитах перших двох рядів гравіюванням нанесені прізвища, імена та по батькові, військові званням загиблих. Написи виконані російською мовою. На горизонтальній плиті третього ряду викарбувано три п'ятикутні зірки. Навколо плит з трьох боків висаджені квіти та кущі. 
На відстані 4,83 м від двох меморіальних плит над братськими могилами розташовано ряд плит над індивідуальними похованнями. Ряд складається з 10 плит, виготовлених із шліфованого лабрадориту. На плитах гравіюванням нанесені прізвища, імена та по батькові, військові звання, роки життя загиблих воїнів. Написи виконані російською мовою.  
На відстані 1,08 м від меморіальних плит над братськими могилами на цегляному постаменті встановлено пам'ятник воїнам-визволителям. Пам'ятник призначений для колового огляду. Воїн зображений у повний зріст зі схиленою головою, на плечах плащ-намет, у правій руці лавровий вінок перев'язаний стрічкою, у лівій руці захисний шолом, ліва нога дещо зігнута в коліні й спирається на невелике підвищення. Через праве плече перекинута зброя. Скульптура виготовлена із залізобетону. Фігура воїна пофарбована в чорне, вінок пофарбовано золотим, стрічку – червоним. Висота скульптури – 2,00 м, ширина – 0,90 м. Скульптура знаходиться на прямокутному в плані п'єдесталі розміром 0,78х0,90х0,10 м.  
Цегляний постамент обкладено керамічною плиткою чорного кольору. Розміри постаменту: 1,00х0,95х0,98 м. Постамент вгорі звужується й має розміри 0,90х0,84х0,11 м. Постамент спирається на підвищення розміром 1,20х1,05х0,13 м. 
На відстані 0,40 м від постаменту встановлено на прямокутному в плані п'єдесталі гранітний щит обрамлений лавровим вінком. Чверть щита прикрита полотнищем прапора червоного кольору. На щиті викарбувано напис російською мовою в сім рядків: «Вечная слава героям / павшим в боях / за свободу / и независимость / нашей / великой Родины / 1941-1945 г.» Над верхнім рядком розміщено п'ятикутну зірку. Напис, зірку та лавровий вінок пофарбовано золотом. Вгорі щит має звуження. Розміри щита 0,90х0,60х0,04 м. Щит лежить під невеликим кутом на п'єдесталі розміром: 1,40х0,70х0,44х0,12 м. П'єдестал спирається на невелике підвищення розміром 1,50х0,80х0,20 м. П’єдестал та підвищення виготовлені з необробленого граніту.  
Підхід до пам'ятника вимощено залізобетонними плитами, що утворюють невелику доріжку розміром 2,83х1,25. З правого боку за огорожею встановлено металеву конструкцію прямокутної форми на якій розміщено напис українською мовою в два рядки: «Посередині планети в громі хмар грозових / дивляться мертві в небо з вірою в мудрість живих». Напис виконано білою фарбою на сірому тлі. Металева конструкція спирається на п’ять опор, діаметром 0,05 м кожна. Довжина конструкції 10,00 м, висота 1,14 м. З лівого боку лицьової сторони розміщено електричну опору. З лицьової та тильної сторони територія межує зі смугами газонної трави. 